# Ольса
Ольса — річка в Білорусі у Кличевському й Бобруйському районі Могильовської й Мінської областей. Ліва притока річки Березини (басейн Дніпра).

## Опис
Довжина річки 92 км, похил річки 0,3 м/км , площа басейну водозбіру 1690 км² , середньорічний стік 9,3 м³/с . Формується притоками та безіменними струмками.

## Розташування
Бере початок у торфовому болоті на східній стороні на відстані 3 км від села Кам'яний Борок. Тече переважно на південний захід через місто Кличев і на південно-західній стороні від міста Любонічи на відстані 5 км впадає у річку Березину, праву притоку річки Дніпра.